# Lori émeraude
Neopsittacus pullicauda
Espèce
Statut de conservation UICN

 LC  : Préoccupation mineure
Statut CITES
Le Lori émeraude (Neopsittacus pullicauda) est une espèce d'oiseaux appartenant à la famille des Psittaculidae.

## Description
Cet oiseau est très proche du Lori de Musschenbroek mais un peu plus petit (18 cm au lieu de 23 cm). Son plumage présente une dominante verte. Sa nuque et sa calotte sont vert marbré de jaune. Sa gorge, sa poitrine et son abdomen sont rouge intense. Sa région sous-caudale est verte tachetée de rouge à la base. Les iris et le bec sont orange, les pattes grises.

## Répartition
Cet oiseau vit en Nouvelle-Guinée entre 2 700 et 3 800 m.